# رژ لب

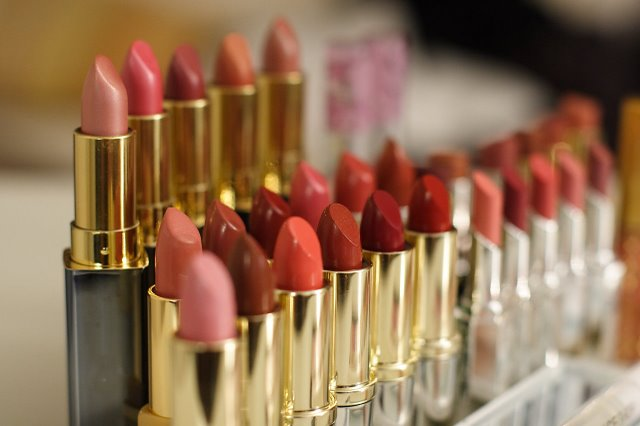
رژهای لب به رنگ‌های متنوع به ردیف قرار دارند.

رژ لب (به فرانسوی: Rouge à lèvres) یا ماتیک (به فرانسوی: Cosmétique) یک فراوردهٔ آرایشی است که حاوی مواد رنگی، قهوه، روغن، موم و نرم‌کننده پوست است که برای مالیدن رنگ و بافت بر روی لب‌ها به‌کار می‌رود. انواع گوناگونی از رژ لب ساخته شده‌است. قدمت استفاده از رژ لب در ایران باستان به ۵ هزار سال قبل برمی‌گردد. سومریان سنگ‌های زینتی را به تکه‌های کوچک خرد می‌کردند و از آنها برای تزیین چهره خود، عمدتاً قسمت لب‌ها و اطراف چشم استفاده می‌کردند. مصریان باستان از رژ لب نه به دلیل تفکیک جنسیتی بلکه به عنوان وسیله‌ای برای تمایز و نشان دادن طبقه اجتماعی استفاده می‌کردند.

## تاریخچه

### ایران
یک پژوهش انجام شده در سال ۲۰۰۱ در ایران نشان داد که قدیمی‌ترین رژ لب شناخته شده جهان تا ۵ هزار سال پیش در تهران ایران کنونی استفاده می‌شده است. سنگ حاوی ماده آرایشی در فرانسه واردات میشد .در سوم پیش از میلاد ماده ی اصلی در نزدیکی هلیل‌رود در استان کرمان کشف شد. مردم این منطقه با تمدن مرهشی عصر برنز در میان‌رودان مرتبط بودند. پژوهشگران می‌گویند این رژ لب از کانی هماتیت (برای رنگ اخرایی) با مواد دیگر از جمله روغن‌های گیاهی و موم‌ها (همانند رژ لب‌های مدرن) ساخته شده و با فرچه استفاده می‌شده است. اما تا کنون شایع شده که از حشرات به دست می آید .

### تمدن سومر
نزدیک به ۵۰۰۰ سال پیش زنان و مردان سومری باستان احتمالاً نخستین کسانی بودند که رژ لب را اختراع و از آن استفاده کردند. آنها سنگ‌های قیمتی را خرد کرده و از آنها برای تزئین صورت خود، عمدتاً روی لب‌ها و اطراف چشم، استفاده می‌کردند.

### مصر
مصری‌ها مانند کلئوپاترا اشکالات خرد شده (کارمین) را برای ایجاد رنگ قرمز بر روی لب‌های خود دوست داشتند. مصریان باستان برای نشان دادن موقعیت اجتماعی و نه جنسیت از رژ لب استفاده می‌کردند. آنها رنگ قرمز را از جلبک دریایی، ۰٫۰۱٪ ید و مقداری برم مانیت استخراج کردند. اما این رنگ منجر به بیماری جدی شد. در ابتدا رژ لب‌هایی با اثرات براق کننده با استفاده از ماده‌ای مرواریدی موجود در فلس‌های ماهی ساخته می‌شدند.

### هند
زنان در تمدن دره سند باستان ممکن است از قطعات اخرایی مستطیل شکل با انتهای مورب به عنوان رژ لب استفاده کرده‌اند.

### یونان
زنان در تمدن مینوی لب‌های خود را با مواد آرایشی قرمز روشن رنگ می‌کردند. رنگ لب در یونان باستان در ابتدا محدود به روسپی‌ها و کورتسان‌ها بود. اما بین سال‌های ۷۰۰ تا ۳۰۰ پیش از میلاد به طبقه بالا گسترش یافت. زنان یونانی لب‌های خود را با مواد آرایشی ساخته شده از رنگ‌های حاوی بنفش تیری، توت خرد شده و رنگدانه سمی رنگدانه رنگ کردند.
چین
چینی‌ها نخستین رژ لب‌هایی را تهیه کردند که بیش از ۱۰۰۰ سال پیش از موم ساخته شده بود تا از پوست لطیف لب‌ها محافظت کند. در دوران دودمان تانگ (۶۱۸–۹۰۷ میلادی) روغن‌های معطر به آنها اضافه شد که عامل اغوا کننده‌ای به دهان می‌داد. انواع موم‌های رایج به کار رفته در رژ لب شامل موم زنبور عسل و موم نخل بود.

### بریتانیا
در سده شانزدهم میلادی رنگ آمیزی لب از محبوبیت خاصی در بریتانیا برخوردار شد. در زمان الیزابت یکم لب‌های قرمز روشن و صورت سفید و پرزکتیو مد شد. در آن زمان، رژ لب از ترکیبی از موم و لکه‌های قرمز گیاهان ساخته می‌شد و فقط بازیگران زن و مرد از طبقه بالا آرایش می‌کردند.
در بیشتر سده نوزدهم میلادی استفاده آشکار از لوازم آرایشی در بریتانیا برای زنان محترم قابل قبول نبود و با گروه‌های حاشیه‌ای مانند بازیگران و روسپی‌ها ارتباط داشت. استفاده از آرایش بی‌ادبانه و ناپسند تلقی می‌شد. در دهه ۱۸۵۰ گزارش‌هایی از اطلاع‌رسانی به زنان در مورد خطرات استفاده از سرب و گیاهان ضدآفتاب منتشر شد. به نظر می‌رسد پذیرش کامل استفاده آشکار از لوازم آرایشی و بهداشتی در بریتانیا دستکم تا سال ۱۹۲۱ برای افراد شیک پوش لندنی طول کشیده‌است.
فرانسه
با پایان سده نوزدهم میلادی Guerlain یک شرکت لوازم آرایشی فرانسوی شروع به تولید رژ لب کرد. نخستین رژ لب تجاری در سال ۱۸۸۴ توسط عطاری‌ها در پاریس فرانسه ابداع شد. روی آن را کاغذ ابریشم پوشانده و از پیه گوزن، روغن کرچک، و موم ساخته شده بود. پیش از این، رژ لب در خانه ساخته می‌شد.

## چالش‌های فرهنگی

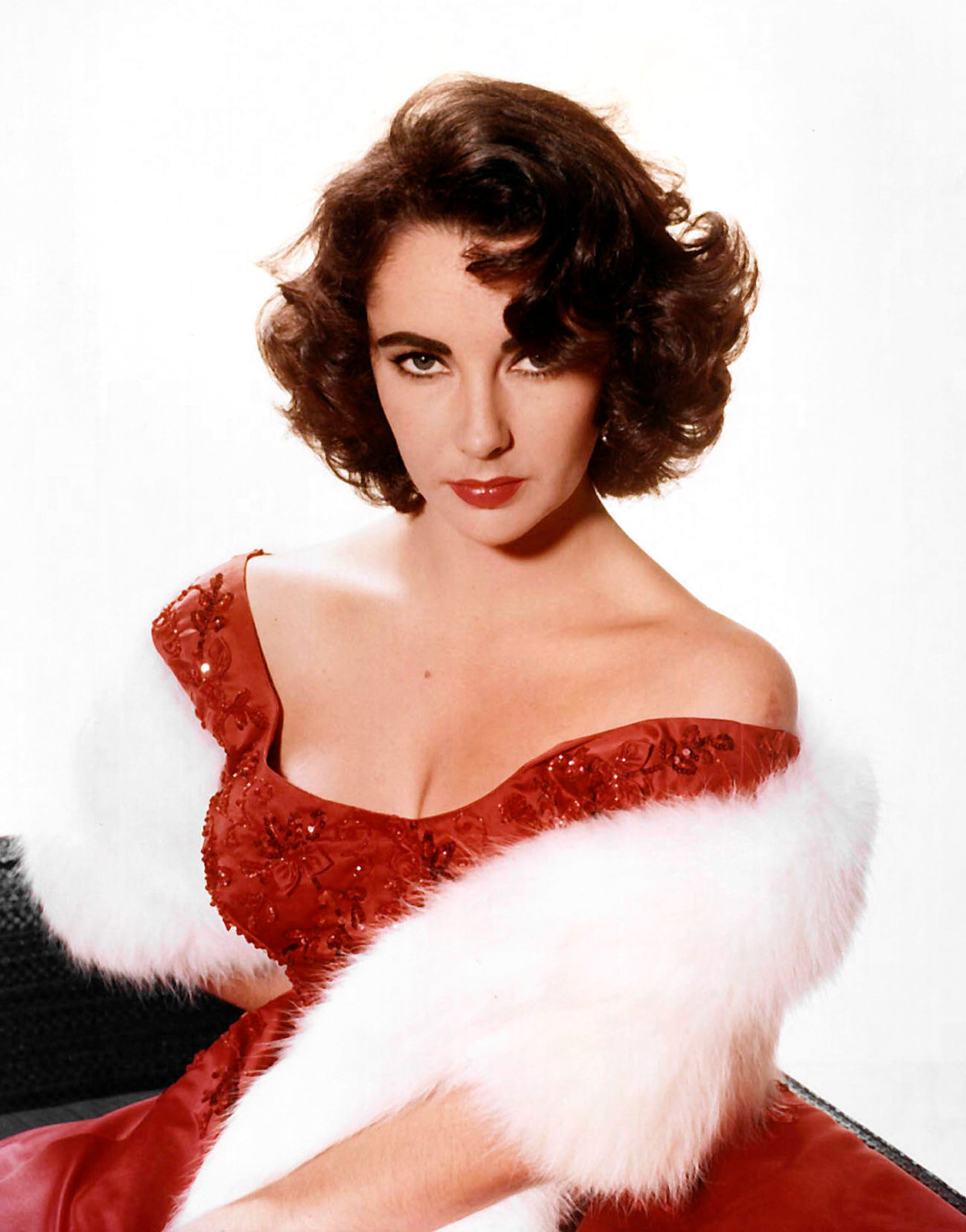
پرترهٔ الیزابت تیلور به افزایش محبوبیت رژ لب قرمز کمک کرد.

رژ لب قرمز تیره یکی از محبوب‌ترین طیف‌های رژ لب در طول سده ۱۹ تا ۲۰ و به ویژه دهه ۱۹۲۰ بود. در آن مقطع فلاپرها برای نشان‌دادن استقلال خود از این طیف رژ لب‌ها استفاده شایانی می‌کردند. در همان زمان زنان از رژ لب به ویژه برای ایجاد کمان کوپید استفاده می‌کردند که الهام گرفته از کلارا بو هنرپیشهٔ مشهور دهه‌های ۲۰ تا ۳۰ میلادی ایالات متحده بود. در آن مقطع، استفاده از رژ لب در مکان‌های عمومی و هنگام صرف میان‌وعده‌های روزانه مرسوم نبود. اما هنگام صرف شام چنین موضوعی مصداق نداشت.
در اوایل دهه ۱۹۳۰ الیزابت آردن بنیان‌گذار خانه مد الیزابت آردن، آی‌ان‌سی. اقدام به معرفی رنگ‌های مختلف رژ لب نمود. ابتکار آردن الهام‌بخش شرکت‌های دیگر برای ایجاد انواع طیف‌های مختلف از رژ لب بود. در دهه‌های ۱۹۳۰ رژ لب سمبل و نماد گذر از نوجوانی به بزرگسالی بود. دختران نوجوان معتقد بودند که رژ لب نماد بارز زن بودن است. در حالی که بزرگسالان، این عمل را نوعی عصیان‌گری قلمداد می‌کردند. یک پژوهش جامع در سال ۱۹۳۷ نشان داد که بیش از ۵۰٪ دختران نوجوان بر سر موضوع استفاده از رژ لب با والدین خود دعوا داشته‌اند.
در اواسط دهه ۴۰ میلادی، کتاب‌ها و مجلات مختلفی به نوجوانان تأکید می‌کردند که مردها ظاهر طبیعی دختران را به ظاهر مصنوعی و آراستهٔ آنها ترجیح می‌دهند. این مولفه‌ها همچنین متذکر می‌شدند که استفاده از مواد آرایشی می‌تواند شانس محبوبیت و حرفه آنها را تحت‌الشعاع قرار دهد. پیامد چنین مقالاتی باعث القای این موضوع شد که رژ لب برای دختران نوجوانی است که می‌خواهند برای مردان مختلف لوند و تحریک‌آمیز جلوه نمایند. با وجود آنکه استفاده از از لوازم آرایشی افزایش یافت اما این موضوع هنوز در سایهٔ ارتباط آن با فحشا قرار داشت. دختران نوجوان از ترس اینکه مبادا آنها را با دختران سبک‌سر یا تن‌فروش اشتباه بگیرند نسبت به استفاده از اینگونه اقلام دچار شک و نوعی دلسردی می‌شدند.
از آنجایی که والدین عموماً برخورد تندی با دختران در هنگام استفاده از رژ لب قرمز داشتند برخی از دختران شروع به استفاده از رژ لب‌های صورتی و هلویی نمودند که این روند به عنوان یک مد روز باب شد. رژ لب سفید یا نزدیک به طیف سفید در دهه‌های ۱۹۶۰ محبوب بود. گروه‌های راک شی‌رلز و همین‌طور رونتس تأثیر بسزایی در افزایش محبوبیت عامه و مقبولیت این طیف از رژ لب‌ها داشتند. رژ لب از دهه‌های ۱۹۶۰ به بعد ارتباط تنگاتنگی با مقوله فمینیسم داشت و زنانی که از رژ لب استفاده نمی‌کردند ممکن بود که مشکوک به بیماری روانی یا همجنس‌گرایی زنانه شوند.

## ترکیبات
رژ لب حاوی موم، روغن، آنتی‌اکسیدان و نرم‌کننده است. موم ساختار رژ لب جامد را فراهم می‌کند. رژ لب‌ها ممکن است از واکس‌های مختلفی مانند موم زنبور عسل، اوزوکریت، و موم شمعی تهیه شوند. موم نخل به دلیل نقطه ذوب بالای ماده اصلی از نظر تقویت رژ لب است. از روغن‌ها و چربی‌های مختلف مانند روغن زیتون، روغن معدنی، کره کاکائو، چربی پشم و ژله پترولیوم در رژ لب‌ها استفاده می‌شود.

## انواع رژلب

### رژ لب جامد
رژلب جامد از قدیمی‌ترین رژلب های بازار هستند.  

### تینت
برای از رژلب مایع باید از اپلیکاتور ویژه استفاده شود.

### رژ لب مدادی
رژلب مدادی نسبت به دو نوع رژلب دیگر ماندگاری کمتری دارد.

## اثر سرب
در سال ۲۰۰۷ میلادی مطالعه‌ای که توسط کمپین ایمنی لوازم آرایشی و بهداشتی صورت گرفت منتج به انتشار گزارشی تحت عنوان بوسه‌های سمی شد. بر پایه این مطالعه ۳۳ برند محبوب رژ لب برای بررسی محتوای سرب مورد آزمایش قرار گرفتند. این آزمایش‌ها نشان دادند که ۶۱٪ رژ لب‌ها حاوی سرب با سطح حداکثر ۰٫۶۵ بخش در یکای سنجش هستند. این پژوهش باعث افزایش آگاهی عمومی در مورد این مسئله شد و سازمان غذا و داروی آمریکا را تحت فشار قرار داد تا مطالعات بیشتری را با استفاده از آزمایش‌های تخصصی‌تر انجام دهد. مطالعات سال ۲۰۰۹ این سازمان بر اساس تحقیقات کمپین ایمنی لوازم آرایشی و بهداشتی نشان داد که عنصر سرب در هر ۲۰ نمونه آزمایش‌شده توسط این مؤسسه وجود داشته و سطح سرب از ۰٫۰۹ تا ۳٫۰۶ پی‌پی‌ام یا همان بخش در یکای سنجش متغیر بوده‌است. بیشترین میزان موجود مربوط به رژ لب‌های ساخته شده توسط کاورگرل، لورئال، و رولون بوده‌است.
در سال ۲۰۱۰ نیز سازمان غذا و داروی آمریکا در راستای تحقیقات قبلی، یک پژوهش گسترده‌تر را نیز به اجرا گذاشت که شامل آزمایش ۴۰۰ برند رژ لب موجود در بازارهای ایالات متحده بود. این پژوهش توسط شرکت علوم فرا مرزی و با استفاده از همان شیوه و روش آزمایش‌های سال ۲۰۰۹ انجام شد. این پژوهش تازه به میانگین میزان سرب ۱/۱۱ پی‌پی‌ام دست یافت. این در حالی بود که بالاترین میزان معادل ۷/۱۹ پی پی‌ام بود. مجموع استحصال چنین ارقامی حاکی از افزایش دو برابری آمارها در مقایسه با تحقیقات سال ۲۰۰۹ بود. با این همه، تنها مقدار اندکی از سرب حاصل از رژ لب بلعیده می‌شود. هر چند با گذشت زمان سرب در بدن انباشته می‌شود و در نهایت می‌تواند منجر به مسمومیت سرب شود.
یک پژوهش جداگانه در دانشگاه کالیفرنیا، برکلی نشان داد که زنان روزانه دست‌کم ۲ تا ۱۴ مرتبه رژ لب می‌زنند که این میزان معادل مصرف روزانهٔ ۸۷ میلی‌گرم رژ لب است. بلع سرب به ویژه برای زنان باردار نگران‌کننده است چرا که سرب می‌تواند از طریق مادر به جنین منتقل شود. سازمان غذا و داروی آمریکا متولی اجرای قانون دارو، غذا و لوازم آرایشی‌بهداشتی فدرال است. هرگونه مواد افزودنی رنگی که در رژ لب‌ها استفاده می‌شود نیازمند دریافت مجوزهای لازم پیش از ارائه به بازار مصرف است. در حال‌حاضر، سازمان غذا و داروی آمریکا سطح قابل قبولی از میزان سرب را به‌طور اخص برای رژ لب‌ها تعیین نکرده‌است. هر چند مشخصات سرب موجود در رنگ‌های افزودنی از این قاعده مستثنا نیست. سازمان غذا و داروی آمریکا در عین‌حال معتقد است که از آنجایی که رژ لب از طریق پوست جذب می‌شود و تنها به مقدار بسیار اندکی بلعیده می‌شود نمی‌تواند به عنوان یک نگرانی ایمنی در نظر گرفته شود. از طرف دیگر، بر پایه مرکز کنترل و پیشگیری از بیماری هیچ گروه خونی ایمن در مقابل سرب وجود ندارد و سرب حتی در میزان اندک می‌تواند بر ضریب هوشی، توانایی ادراک، و پیشرفت تحصیلی تأثیر داشته باشد. اثرات میزبانی سرب و در معرض آن قرار گرفتن قابل برگشت نیست.